# Хейз, Фред Уоллес
Фред Уоллес Хейз-младший (англ. Fred Wallace Haise, Jr.; 14 ноября 1933, Билокси, Миссисипи) — инженер и  экс-астронавт НАСА. Один из 24 человек, совершивших полёт к Луне.

## Образование и научные звания
- Окончил среднюю школу (Biloxi High School) в городе Билокси (Миссисипи). В 1952 году окончил колледж Перкинстона с двухлетним сроком обучения (Perkinston Junior College), и получил квалификацию младшего специалиста.
- В 1959 году окончил Университет Оклахомы (University of Oklahoma) и получил степень бакалавра наук по авиационной технике.

## Профессиональная деятельность
- С 1979 по 1996 год работал в Grumman Aerospace Corporation. Вначале был вице-президентом по космическим вопросам в корпорации. Затем президентом Службы технического обслуживания корпорации Grumman в Тайтусвилле (Titusville) во Флориде и Службы глобального обслуживания воздушных судов Northrop (Worldwide Aircraft Services) в Лотоне (Lawton), Оклахома.

## Воинская служба
- В 1952 году начал службу в качестве курсанта авиационного училища ВМС на авиастанции ВМС Пенсакола (NAS Pensacola) во Флориде. Служил инструктором по тактике и по полётам в сложных метеоусловиях при Командовании повышения подготовки лётчиков ВМС (Navy Advanced Training Command) на авиастанции ВМС Кингсвилль (NAS Kingsville) в Техасе.
- С марта 1954 по сентябрь 1956 года служил лётчиком-истребителем в 114-й и 533-й истребительных эскадрильях Корпуса морской пехоты (КМП) США (VMF-533 и 114) на авиастанции КМП Черрил Пойнт (MCAS Cherry Point) в Северной Каролине.
- С марта 1957 по сентябрь 1959 года (во время учёбы в университете) служил лётчиком-истребителем в 185-й эскадрилье истребителей-перехватчиков (185th Fighter Interceptor Squadron) ВВС Национальной гвардии штата Оклахома (Oklahoma Air National Guard).
- С октября 1961 по август 1962 года служил лётчиком и командиром испытательного подразделения в 164-й тактической истребительной эскадрилье (164th Tactical Fighter Squadron) ВВС Национальной гвардии штата Огайо на базе Мансфильд (Mansfield).
- В 1964 году окончил Аэрокосмическую школу пилотов исследователей ВВС (USAF Aerospace Research Pilot School, Class 64A) на базе ВВС Эдвардс (Edwards AFB) в Калифорнии.
- Воинское звание — Капитан ВВС Национальной гвардии (в 1961 году).

## Работа вНАСА
- С сентября 1959 по март 1963 года служил лётчиком-испытателем в Научно-исследовательском центре им. Льюиса (NASA Lewis Research Center).
- В 1963—1966 годах работал гражданских лётчиком-испытателем Лётно-исследовательского центра (NASA Flight Research Center) на базе ВВС Эдвардс.
- С апреля 1973 по январь 1976 года работал помощником по специальным вопросам руководителя программы «Спейс шаттл».

## Космическая подготовка
- В апреле 1966 года был зачислен в отряд астронавтов НАСА во время пятого набора. После прохождения подготовки получил назначение в Отдел астронавтов НАСА.
- Был назначен в экипаж поддержки корабля «Аполлон-9», но затем был переведён пилотом лунного модуля в дублирующий экипаж корабля «Аполлон-8» вместо Джеймса Ловелла.
- Был назначен пилотом лунного модуля в дублирующий экипаж корабля «Аполлон-11» и основной экипаж «Аполлон-13». Общий налёт составляет 8 700 часов, из которых 5 700 часов на реактивных самолётах.

## Полёт к Луне
С 11 по 17 апреля 1970 года в качестве пилота лунного модуля корабля «Аполлон-13». Программа полёта предполагала посадку на Луну в районе Фра Мауро (Fra Mauro), которую должны были выполнить Джеймс Ловелл и Фред Хейз. Однако из-за взрыва кислородного баллона и выхода из строя энергетической установки корабля на трассе Земля — Луна (на расстоянии 328 000 км от Земли) командный модуль Odyssey потерял управление и полёт с посадкой на Луну стал невозможен. Тогда в сеансе связи и прозвучала ставшая знаменитой фраза: Houston, we've had a problem (Хьюстон, у нас проблема). Используя многократное включение двигателя посадочной ступени лунного модуля Aquarius (в принципе рассчитанном только на однократное включение) экипажу удалось, обогнув Луну по пролётной траектории, возвратиться на Землю.
Продолжительность полёта составила 5 суток 22 часа 54 минуты 41 секунду.

## Дальнейшая служба
Был назначен командиром дублирующего экипажа корабля «Аполлон-16» и командиром основного экипажа «Аполлон-19», но этот полёт был отменён.
24 февраля 1976 года был назначен командиром одного из двух экипажей, проводивших в 1977 году испытательные полёты (Approach and Landing Test) на шаттле «Энтерпрайз» в атмосфере при сбрасывании с самолёта Boeing-747 на высоте в 25000 футов (7 620 м). Именно Фред Хейз вместе с пилотом Чарльзом Фуллертоном выполнили первый свободный полёт на шаттле «Энтерпрайз» 12 августа 1977 года. Выполнил также третий и пятый свободный полёты.
17 марта 1978 года был назначен командиром экипажа третьего испытательного полёта шаттла (Orbital Flight Test-3 — OFT-3), во время которого первоначально предполагалось доставить на станцию «Скайлэб» (Skylab) двигательную установку для подъёма орбиты станции. Но, не дождавшись полёта, в июне 1979 года ушёл из НАСА.

## Награды
- «Президентская медаль свободы» (Presidential Medal of Freedom) и медаль НАСА «За выдающиеся заслуги» (NASA Distinguished Service Medal).
- Имя Фреда Хейза внесено в Зал славы американских астронавтов (U.S. Astronaut Hall of Fame).

## Семейное положение
- Жена (бывшая) — Мэри Гриффин Грант (Mary Griffin Grant).
- Жена (вторая) — Ф. Пэтт Прайс (F. Patt Price).
- Четверо детей (все от первого брака): дочь Мэри Маргарет (Mary Margaret, род. 25.01.1956), сын Фредерик Томас (Frederick Thomas, род. 13.05.1958), сын Стивен Уилльям (Stephen William, род. 30. 06.1961) и сын Томас Джесси (Thomas Jesse, род. 06.07.1970).

## Интересные факты
- В фильме «Аполлон-13» роль Хейза исполнил Билл Пэкстон.

## Увлечения
Полёты на планерах и самолётах.